# Naturpark Sparbach
Der Naturpark Sparbach wurde 1962 eröffnet und ist damit der älteste Naturpark in ganz Österreich. Er befindet sich im Gemeindegebiet von Hinterbrühl in Niederösterreich und umfasst einen Teil des südlichen Wienerwaldes. Das Gelände ist im Besitz der Stiftung Fürst Liechtenstein in Sparbach und ist unter Schutz gestellt. Es ist eingezäunt und nur zu den Öffnungszeiten zugänglich, es ist ein Eintritt zu entrichten.

## Natürliche Sehenswürdigkeiten
Die Besonderheit des Naturparks ist sein dichter Wildbestand, hauptsächlich Muffelwild, Damwild und Wildschweine. Auf der Dianawiese steht die Fürstenföhre, eine mehrere 100 Jahre alte Föhre. Im gesamten Naturpark gibt es weitere Baumriesen, da das Areal nur in geringem Ausmaß forstlich genutzt wurde. Am künstlich angelegten Lenauteich wurden Mandarinenten heimisch.

## Errichtete Sehenswürdigkeiten
Die Anlage wurde ursprünglich von Feldmarschall Fürst Johann I. Josef von Liechtenstein als Tiergarten für die Jagd errichtet, wobei einige für die Zeit der Romantik typische Kunstruinen und Zierbauten errichtet wurden, wie die Köhlerhausruine (die als Aussichtswarte dient), die Dianaquelle oder der Dianatempel. Einzig tatsächlich historisches Gebäude im Naturpark ist die mittelalterliche Ruine Johannstein aus dem 12. Jahrhundert. Im Zuge der Errichtung des Naturparks und der Öffnung der Anlage für die Öffentlichkeit wurden weitere Einrichtungen geschaffen: Ein Besucherzentrum am einzigen Eingang im Ort Sparbach, ein Streichelzoo, ein Naturparkhaus, ein Naturspielplatz und einige Stationen mit Informationstafeln und -objekten.

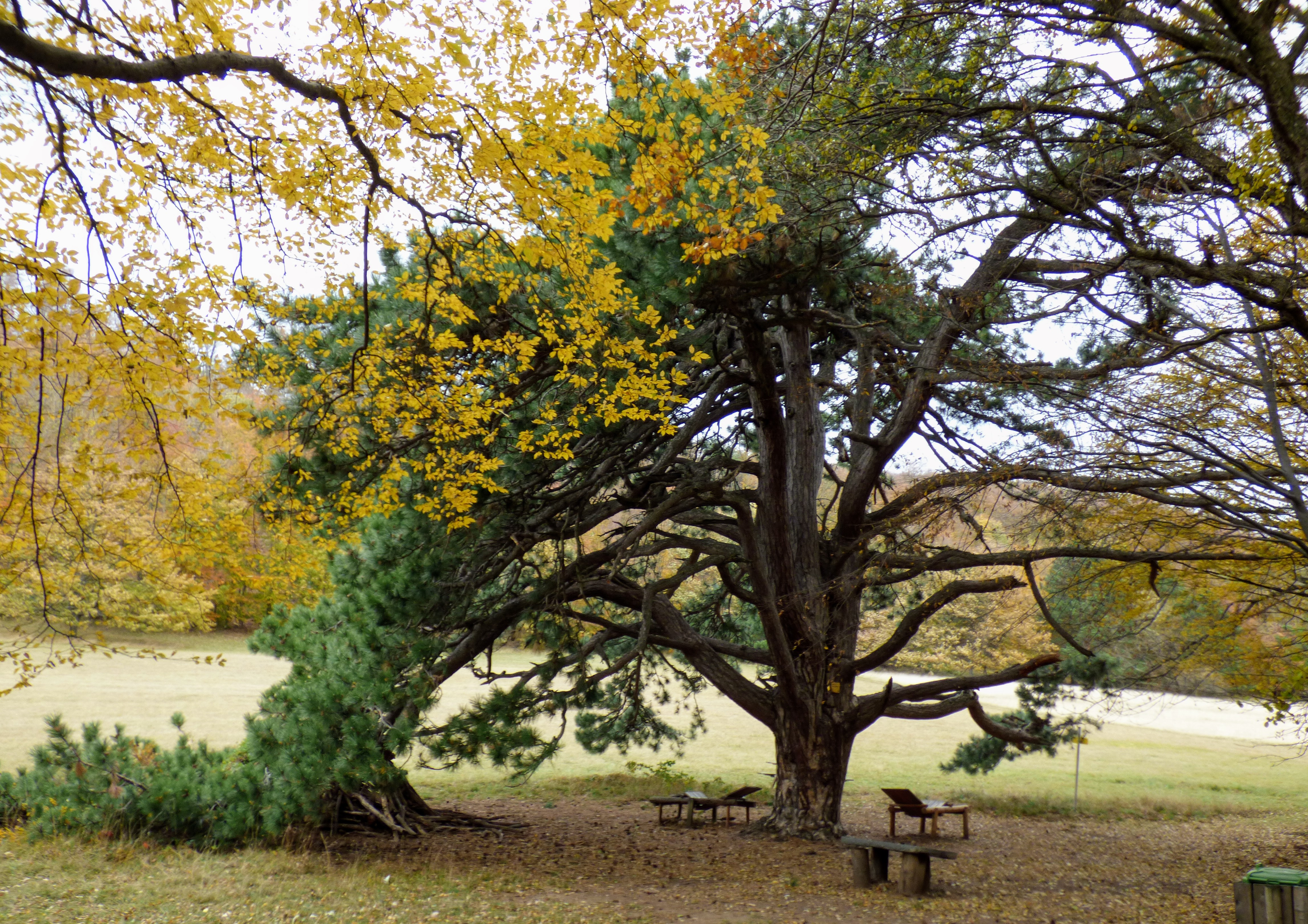
Fürstenföhre
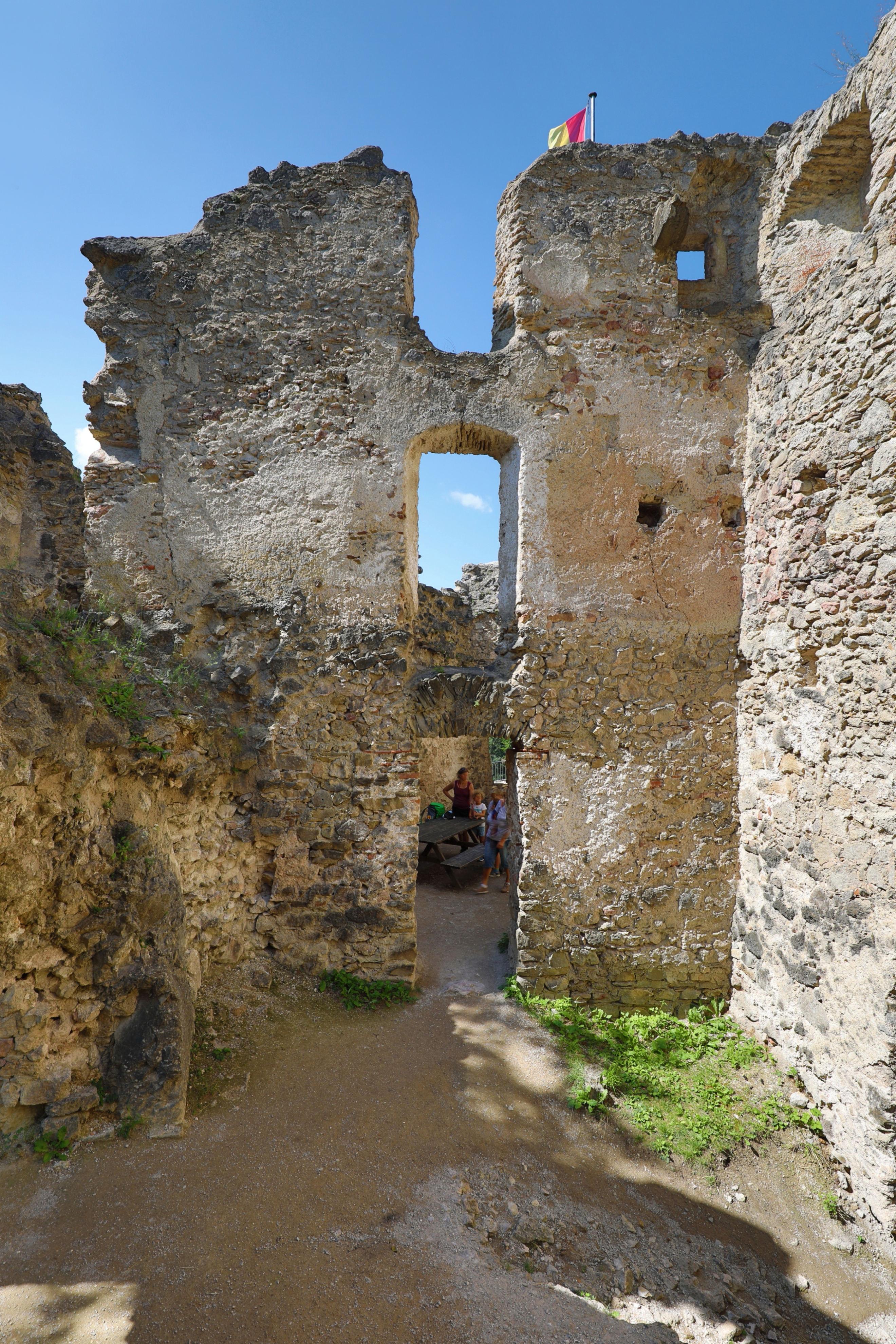
Burgruine Johannstein
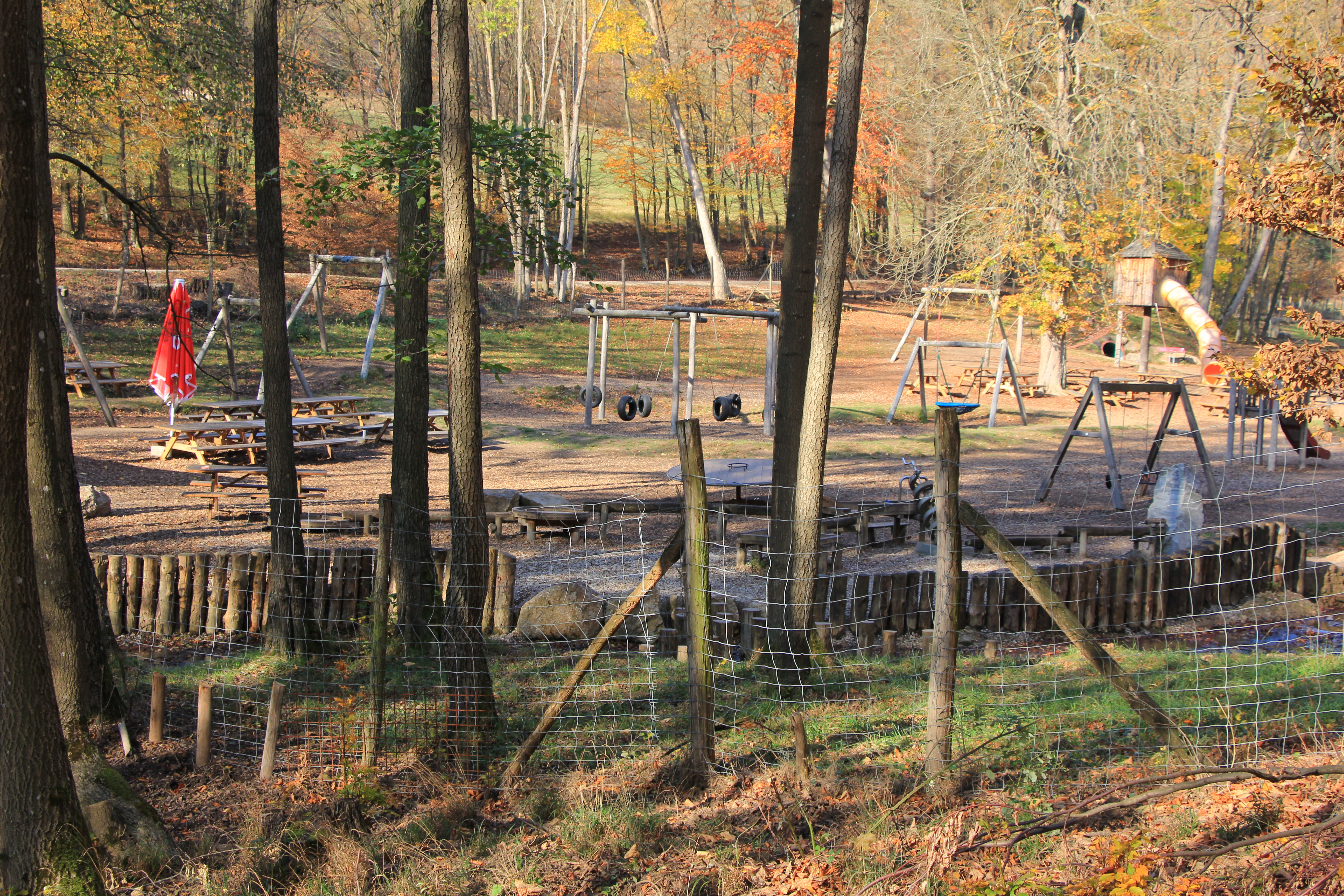
Spielplatz
„Fürstlich Lichtenstein’scher Thiergarten“ bei Sparbach, um das Jahr 1872 (Mitte rechts, Aufnahmeblatt der Landesaufnahme)